# Culin Hedgerow Cutter

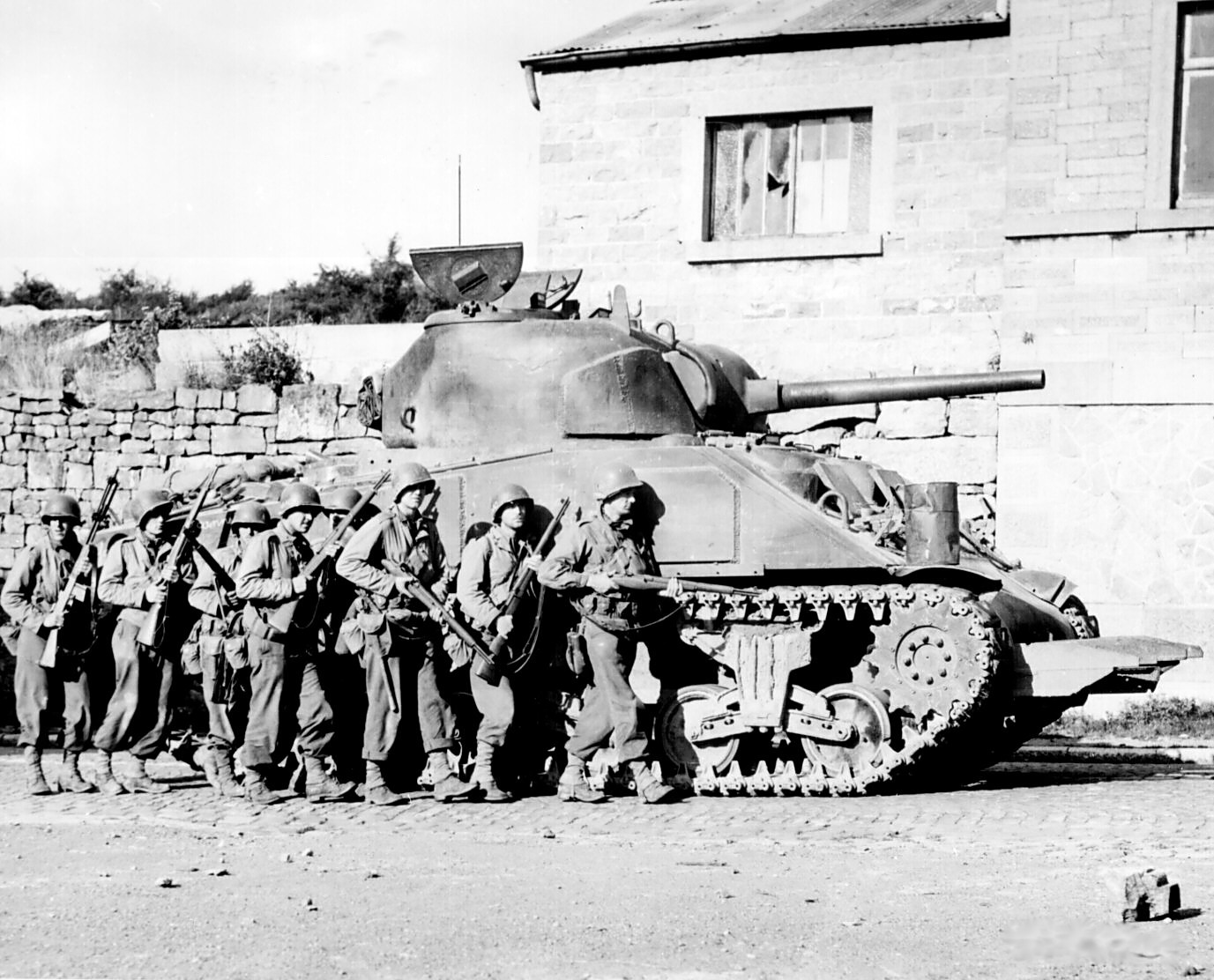
60th US Infantry Regiment in Belgien hinter einem M4 Sherman

Die Culin Hedgerow Cutter (engl., dt.: Culin-Heckenscheren) waren spitze und schräg geschnittene, ursprünglich improvisierte, Eisenwinkel und Träger, die an der Vorderseite alliierter Panzer im Zweiten Weltkrieg angebracht waren. So ausgerüstete Fahrzeuge waren bei den amerikanischen Truppen auch als „Rhino tanks“ bekannt. Die Briten bezeichneten die gleiche Konstruktion als Prongs (engl. für Zacken).

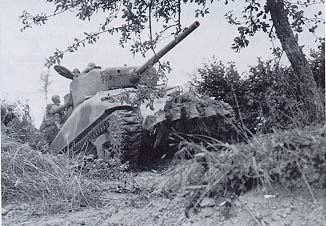
Sherman-Panzer mit einem Rhino Device

## Namensherkunft
Der Name Rhino stammt von der englischsprachigen Bezeichnung des Nashorns. Ähnlich wie ein Nashorn mit gesenktem Stoßzahn sollten die Panzer die widerspenstigen Heckenwälle (bocage) Westfrankreichs durchbrechen. Der inoffizielle Namensgeber war Curtis G. Culin, Sergeant der 102nd Cavalry Reconnaissance Squadron der 2nd Armored Division, der die Idee hatte, die amerikanischen Panzer mit einer solchen Vorkehrung zu versehen. Der Historiker Max Hastings vermerkte, dass Culin von einem „Hinterwäldler aus Tennessee“ namens Roberts dazu angeregt worden sei. Dieser hatte während eines Gesprächs über die bocage gesagt: „Warum besorgen wir uns nicht ein paar Sägezähne, montieren die vorn am Panzer und schneiden uns durch die Hecken?“

## Entwicklung und Produktion

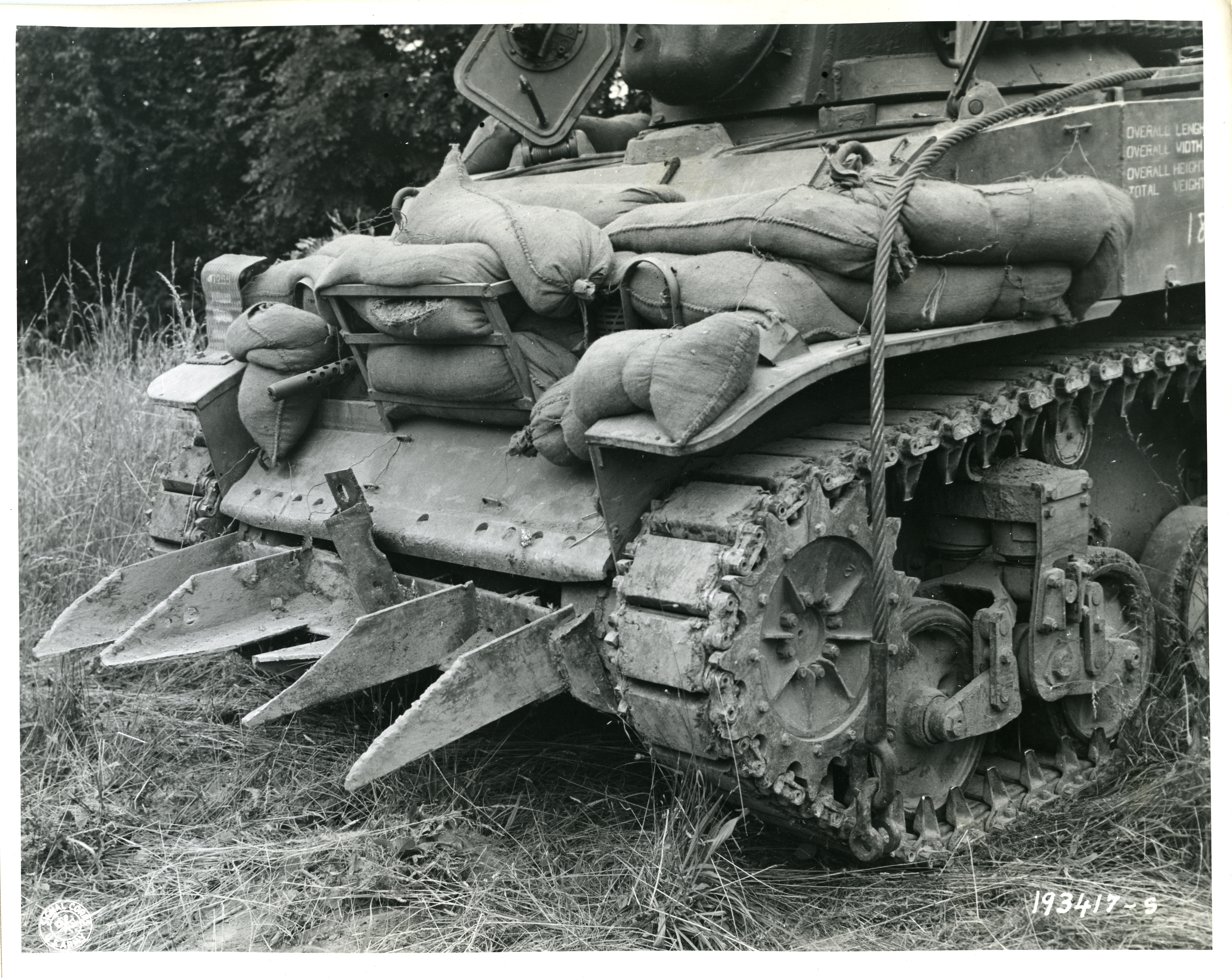
M5 A1 mit einem Rhino Device, welcher aus einem Tschechenigel gebaut wurde (Juli 1944)

Culin griff den Gedanken dahinter auf und entwickelte einen ersten Prototyp, aus Stahlschrott zerstörter „Tschechenigel“, der an die Front eines Panzers geschweißt wurde, um etwas zum Zerschneiden der Hecken zu haben. Die „Stoßzähne“ verhinderten, dass die empfindliche Unterseite der Panzer entblößt wurde, wenn diese über die Hecke fuhren, um eine Öffnung zu schaffen. Am 14. Juli begutachtete Lieutenant General Omar Bradley den Panzer und war beeindruckt, wie eine Hecke „explodierte“, als sich ein M4 Sherman den Weg durch sie bahnte. Laut Hastings versuchte Culin, ein ehrlicher Mann, Roberts den Verdienst zuzuschreiben, aber dies wurde in all dem Presserummel um diese Erfindung vergessen. Hastings schlussfolgerte: „(Culin) wurde die sehr amerikanische Version eines Nationalhelden.“
Ein offizieller Historiker des Feldzugs, Martin Blumenson, vermerkte, dass Bradley den Befehl gab, das Gerät in großen Mengen herzustellen. Anfangs wurden Panzersperren, wie die Tschechenigel, die beim Bau des Atlantikwalls an den französischen Stränden platziert wurden, mit Schweißbrennern zerschnitten. Colonel John Medaris (vom Ordnance Department) wurde zurück nach Großbritannien geschickt, damit Panzer schon vor dem Verschiffen nach Frankreich entsprechend ausgerüstet wurden. Er organisierte weitere Mannschaften mit Schweißgeräten, die per Lufttransport nach Frankreich eingeflogen wurden.
Etwa 500 der von den Amerikanern „Culin Rhino device“ oder „Culin hedgerow cutter“ genannten Anbauteile wurden produziert. Etwa drei Viertel der M4-Sherman- und der Light Tanks M3-Stuart/Light Tanks M5-Panzer und auch der M10 Tank Destroyer der 2nd US Armored Division wurde in Vorbereitung der Operation Cobra damit ausgerüstet.
Die britischen Royal Electrical and Mechanical Engineers (REME) bezeichneten das Gerät als „Prong“ und fertigten 24 Stück davon aus ehemaligen deutschen Strandhindernissen, danach wurden die Prongs in Großbritannien hergestellt. Im August wurden 600 Prongs Mark I geliefert, die an den Sherman V montiert wurden. Weitere 1000 Prongs Mark II wurden für britische Sherman und die M10 Tank Destroyer gefertigt. Weitere 500 Stück vom Prong Mark III wurden für die Cromwell-Panzer gefertigt. Für den Churchill-Panzer sah man keine Notwendigkeit für die Prongs, aber trotzdem wurden einige damit ausgerüstet.
Während manche dieser Ausrüstung zuschreiben, die mobile Kampfführung in diesem schwierigen Gelände wieder ermöglicht zu haben, zweifeln andere Historiker an dem taktischen Wert und der Wirksamkeit der Konstruktion.

## Hintergrund

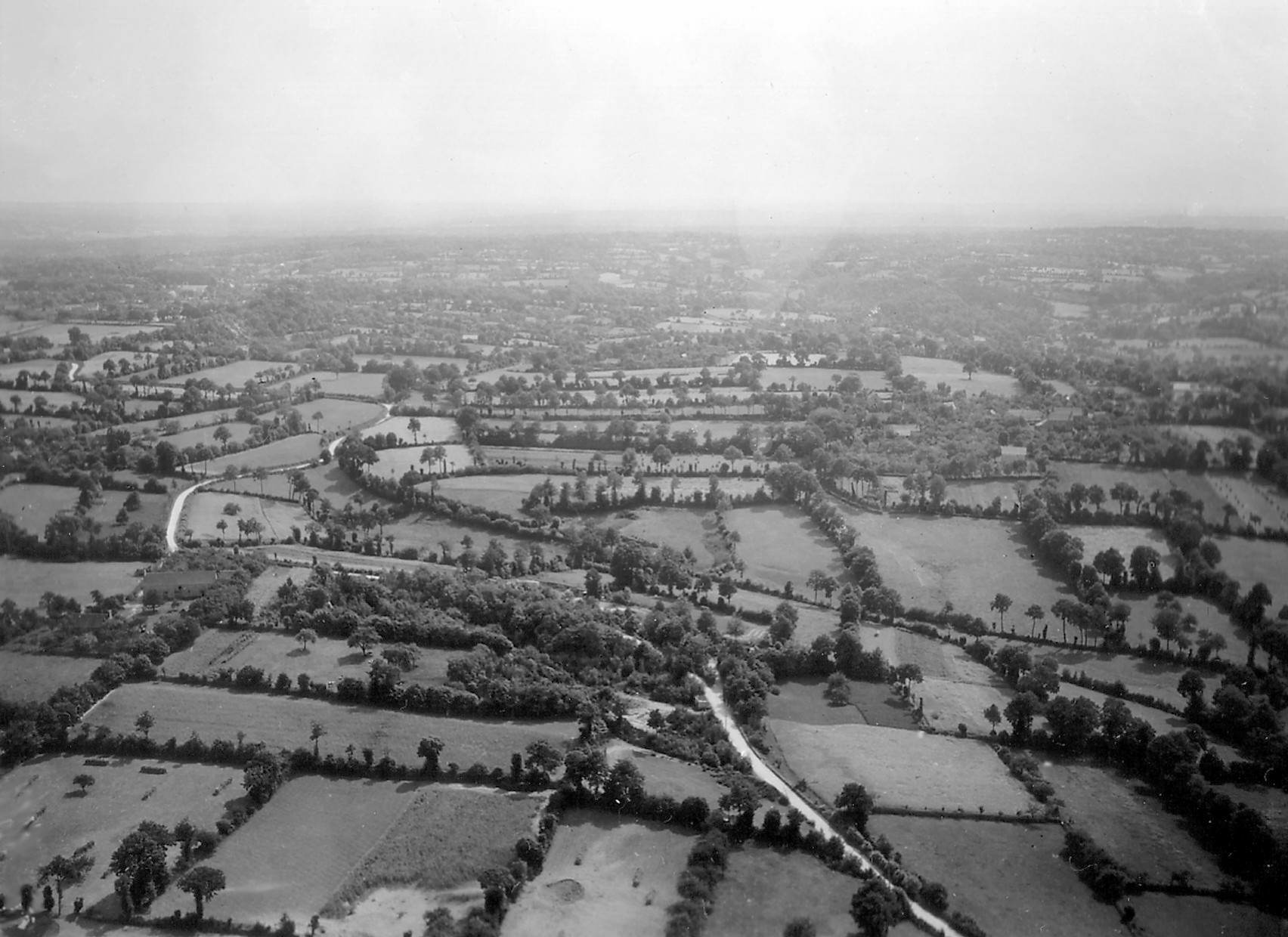
Bocage-Landschaft der Normandie

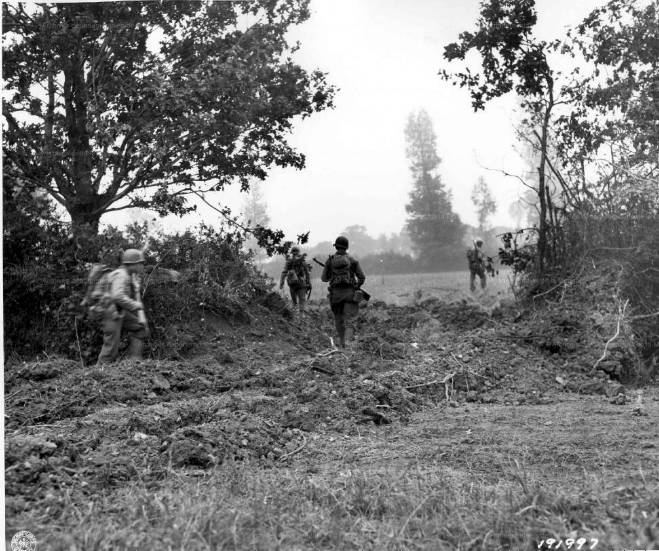
Ein Rhino tank hat eine Öffnung in einer Wallhecke geschaffen

Nach der Landung in der Normandie am 6. Juni 1944 stießen die Streitkräfte der Alliierten von der französischen Küste landeinwärts vor. Die Landschaft der Normandie war geprägt von der jahrhundertelangen Bewirtschaftung kleiner Felder, die gegen den Wind vom Meer durch Hecken geschützt und von diesen vollständig eingefasst waren. Diese Landschaft wurde als bocage normand bezeichnet und verlief, anders als der Name glauben macht, von Arromanches-les-Bains nach Westen, die ganze Halbinsel Contentin umfassend und weiter bis in den Süden der Bretagne bis nach Maine und bis an die Vendée. In einigen Gegenden hatte die Heckenlandschaft eine Tiefe von 80 km bis ins Hinterland hinein. Die Wälle, auf denen die Hecken standen, hatten eine Höhe von 1,2 m erreicht und waren mit ineinandergewachsenen Hecken, Büschen und Bäumen zugewuchert und sie umfassten jeweils ein kleineres asymmetrisches Feld, das in der Regel maximal 91 m breit war. Diese Hecken waren von einer „widerspenstigen Natur“, halb aus Erde und Stein und halb aus Hecken und insgesamt bis zu 4,6 m hoch, mit einem knorrigen, verwachsenen Wurzelwerk.
Die tiefliegenden Straßen zwischen solchen Hecken waren die einzigen Wege durch diese Landschaft. Die Möglichkeiten für den Einsatz der Panzer waren extrem beschränkt und die alliierten Streitkräfte konnten ihre zahlenmäßige Überlegenheit nicht ausspielen. Die leicht hügelige Landschaft war zusätzlich von kleinen Flüssen, Wäldchen und Obstbäumen durchzogen, in denen vereinzelte steinerne Gutshöfe mit deren Nebengebäuden lagen.
Die alliierte Infanterie, speziell die amerikanischen Kräfte, kämpften sich Feld für Feld gegen die deutschen Truppen voran, die sich vielerorts in Schützenlöchern in den Erdwällen der Hecken eingegraben hatten, denn diese boten den Schützen und MG-Mannschaften guten Schutz vor gegnerischem Artilleriefeuer. Das Gelände ließ sich von kleinen, beweglichen deutschen Panzerabwehrtrupps und Panzerabwehrkanonen gut überwachen und alle offenen Stellen in diesem Gewirr von Hecken wurden umgehend unter Feuer genommen, wenn Panzerfahrzeuge versuchten, an diese Stellen vorzurücken. Zwar konnten Panzer über die Heckenwälle fahren, aber hierbei ragten die dünn gepanzerten Unterseiten der Fahrzeuge hoch auf und die Fahrzeuge waren ein leichtes Ziel. Deshalb hatten im Juni 1944 Kampfpioniere mit Sprengladungen Öffnungen in die Hecken gesprengt. Doch dann wussten die deutschen Verteidiger sofort, wohin ihre Artillerie feuern musste. Das Gelände verhinderte damit, dass die amerikanischen Kräfte große Angriffsoperationen durchführen konnten. Auch eine gezielte Artillerieunterstützung war in dieser Landschaft nicht zu leisten.
Damit steckten im Sommer 1944, während der Schlacht um die Normandie, die alliierten Kräfte, insbesondere die Amerikaner, tief in den Kämpfen in den bocage fest. Um Bewegung auf das Schlachtfeld zu bekommen, waren schon unterschiedlichste Ausrüstungen erfunden worden, um die Panzer durch dieses Dickicht zu navigieren.
Im Vorfeld der Operation Cobra (einer amerikanischen Offensive während des Normandie-Feldzuges) wurden verschiedene Lösungen erarbeitet, um mit Panzern den Angriff unterstützen zu können. Bulldozer oder Panzer mit Räumschild (Dozer Tanks) wurden dazu eingesetzt, Öffnungen in den bocage zu schaffen. Einige dieser Hecken waren jedoch so dick, dass Pioniere erst Löcher in diese „Wälle“ sprengen mussten, die dann von den Bulldozern geräumt und erweitert werden konnten. Dieser zeitaufwendige Prozess verzögerte das Vorrücken der alliierten Soldaten und wurde um das Problem ergänzt, dass die Aktivitäten der Bulldozer und Dozer Tanks das Feuer deutscher Kanoniere auf sich zogen, die den Durchbruch verhindern wollten. Während des Monats Juli wurden zahllose Konstruktionen von den verschiedenen amerikanischen Einheiten erdacht, um die Panzer durch die Hecken zu bringen, ohne dass durch ein Darüberfahren die empfindliche Unterseite des Panzers entblößt wurde. Bei der 79th Infantry Division wurde ein Heckenschneider entwickelt, der ab dem 5. Juli zum Einsatz kam. Schon wenige Tage später stellte das XIX. Corps einige Typen von „Prongs“ (Gabeln) vor, die ursprünglich dazu gedacht waren, Löcher für die Platzierung von Sprengsätzen in den Hecken zu schaffen. Die Wirkung dieser „Prongs“ lag darin, einen Teil der Hecken so anzuheben und zu entfernen, dass die Panzer in der Lage waren, sich bis auf die andere Seite hindurch zu schieben. Auch beim V. Corps gab es Konstruktionen, die als „brush cutters“ (Unterholz-Schneider) oder „greendozers“ (Räumschaufel für Grünzeug) bezeichnet wurden.

## Einsatz
Der Kriegsberichterstatter Chester Wilmot schrieb nach dem Krieg, dass der deutsche Abwehrplan vorsah, eine „sehr leicht besetzte Frontlinie mit Stützpunkten an den Kreuzungen“ in der Tiefe von 4 bis 5 Kilometern hinter der vordersten Linie zu halten. Hierbei war die Absicht der Verteidiger, jeden Durchbruch bis auf die Geschwindigkeit der vorgehenden Infanterie zu verzögern, um darauf reagieren zu können.
Als die Operation Cobra begann, konnten die motorisierten alliierten Verbände mit Hilfe der „Rhino Tanks“ die deutschen Stellungen umgehen und zügig weiter vorstoßen, dabei überließen sie die deutschen Stützpunkte der Infanterie und den Pionieren.
Blumenson beschreibt die alliierte Taktik zu Beginn der Operation Cobra:
Panzer der 2nd Infantry Division, unterstützt von Artillerie, aber ohne Infanterieunterstützung stießen zwanzig Minuten lang mehrere hundert Meter vor und rissen Lücken in die bocage, bevor sie in die Ausgangsposition zurückfuhren. Dann stießen Panzer und Infanterie gemeinsam zügig vor, noch bevor die deutschen Verteidiger in der Lage waren, neue Abwehrstellungen zu beziehen.
Während der Operation Bluecoat (einer britischen Offensive während der Normandie-Schlacht) konnten britische Churchill, die mit Prongs ausgerüstet waren, durch ein Gelände vorstoßen, das zuvor als für Kettenfahrzeuge unpassierbar eingeschätzt worden war, wodurch die deutschen Verteidiger völlig überrascht wurden.